# الن پیپر
الن پیپر (انگلیسی: Allan Peiper؛ زادهٔ ۲۶ آوریل ۱۹۶۰) دوچرخه‌سوار اهل استرالیا است.